# Jorge Silva Trujillo
Felipe Jorge Silva Trujillo (La Paz, Bolivia; 23 de agosto de 1962) es un abogado y político boliviano que actualmente desempeña el alto cargo de viceministro de defensa de los derechos del usuario y consumidor desde el 13 de noviembre de 2020 durante el gobierno del presidente Luis Arce Catacora. Durante su larga carrera política, Silva fue diputado nacional uninominal desde 2006 hasta 2010 así como también concejal municipal de la ciudad de La Paz en dos ocasiones; la primera vez desde el año 2010 hasta 2015 y la segunda vez desde el año 2015 hasta 2020.